# サウンドメッセージ
『サウンドメッセージ』（SOUND MESSAGE）は、1980年7月5日から1981年2月28日までテレビ朝日系列局で放送されていた朝日放送製作の音楽番組である。日本水産の一社提供。放送時間は毎週土曜 19:00 - 19:30 （日本標準時）。

## 概要
小林克也がDJを務めていた番組で、彼が軽妙な語り口で最新曲を紹介していた。また、当時の人気バンド1組をゲストに招き、彼らに曲を披露してもらっていた。合間にはゲストによるトークもあった。海岸近くのレストランを借りてロケを行ったこともある。
ライブハウスでの斉藤哲夫と松田聖子のジョイントステージの回やデビュー間もないチャゲ＆飛鳥の回などを放映。

## ネット局
| 放送局       | 系列           | 放送地域   | 放送時間           | 備考       |
| ------------ | -------------- | ---------- | ------------------ | ---------- |
| 朝日放送     | テレビ朝日系列 | 関西広域圏 | 土曜 19:00 - 19:30 | 制作局     |
| 北海道テレビ | テレビ朝日系列 | 北海道     | 土曜 19:00 - 19:30 | 同時ネット |
| テレビ朝日   | テレビ朝日系列 | 関東広域圏 | 土曜 19:00 - 19:30 | 同時ネット |
| 九州朝日放送 | テレビ朝日系列 | 福岡県     | 土曜 19:00 - 19:30 | 同時ネット |

## 関連番組
- ベストヒットUSA （テレビ朝日 → BS朝日） - 後に同系列局で放送された小林克也司会の音楽番組。

| 朝日放送制作・テレビ朝日系列 土曜19:00 - 19:30枠 （本番組まで日本水産一社提供枠） | 朝日放送制作・テレビ朝日系列 土曜19:00 - 19:30枠 （本番組まで日本水産一社提供枠） | 朝日放送制作・テレビ朝日系列 土曜19:00 - 19:30枠 （本番組まで日本水産一社提供枠） |
| 前番組                                                                            | 番組名                                                                            | 次番組                                                                            |
| --------------------------------------------------------------------------------- | --------------------------------------------------------------------------------- | --------------------------------------------------------------------------------- |
| のってシーベンチャー （1980年4月12日 - 1980年6月28日）                            | サウンドメッセージ （1980年7月5日 - 1981年2月28日）                               | おはよう!スパンク （1981年3月7日 - 1982年5月29日）                                |